# Phoradendron lanceolatum
Phoradendron lanceolatum là một loài thực vật có hoa trong họ Santalaceae. Loài này được Engelm. ex A. Gray miêu tả khoa học đầu tiên năm 1849.